# Ipomoea carnea
Espèce
Ipomoea carnea est une espèce d’arbustes de la famille des Convolvulaceae, originaire d'Amérique tropicale (depuis les États-Unis jusqu'en Argentine) et des Caraïbes. Elle est devenue invasive dans de nombreuses régions tropicales en Afrique, Inde, Australie…

## Description
Elle atteint 1 à 2 m de haut. Les feuilles caduques, en forme de cœur ou ovales font 10 à 15 cm de long et sont duveteuses sur leur face inférieure.
Les fleurs roses à mauve sont des campanules de 5 cm de diamètre. Les fruits sont des capsules ovoïdes de 2 cm de long.
Feuilles, fleurs et tiges contiennent des alcaloïdes toxiques pour le bétail.

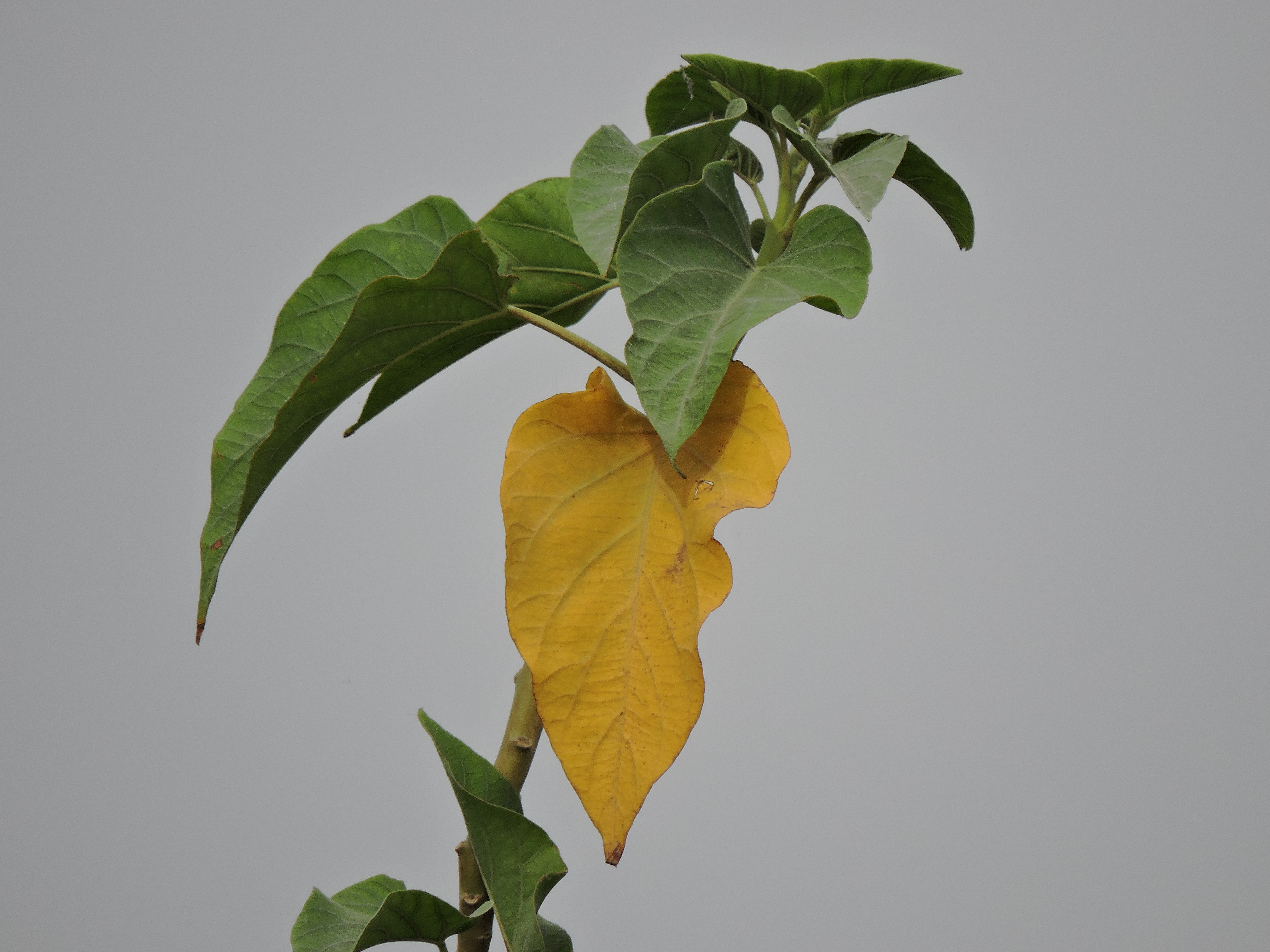
Feuilles d’Ipomoea carnea.
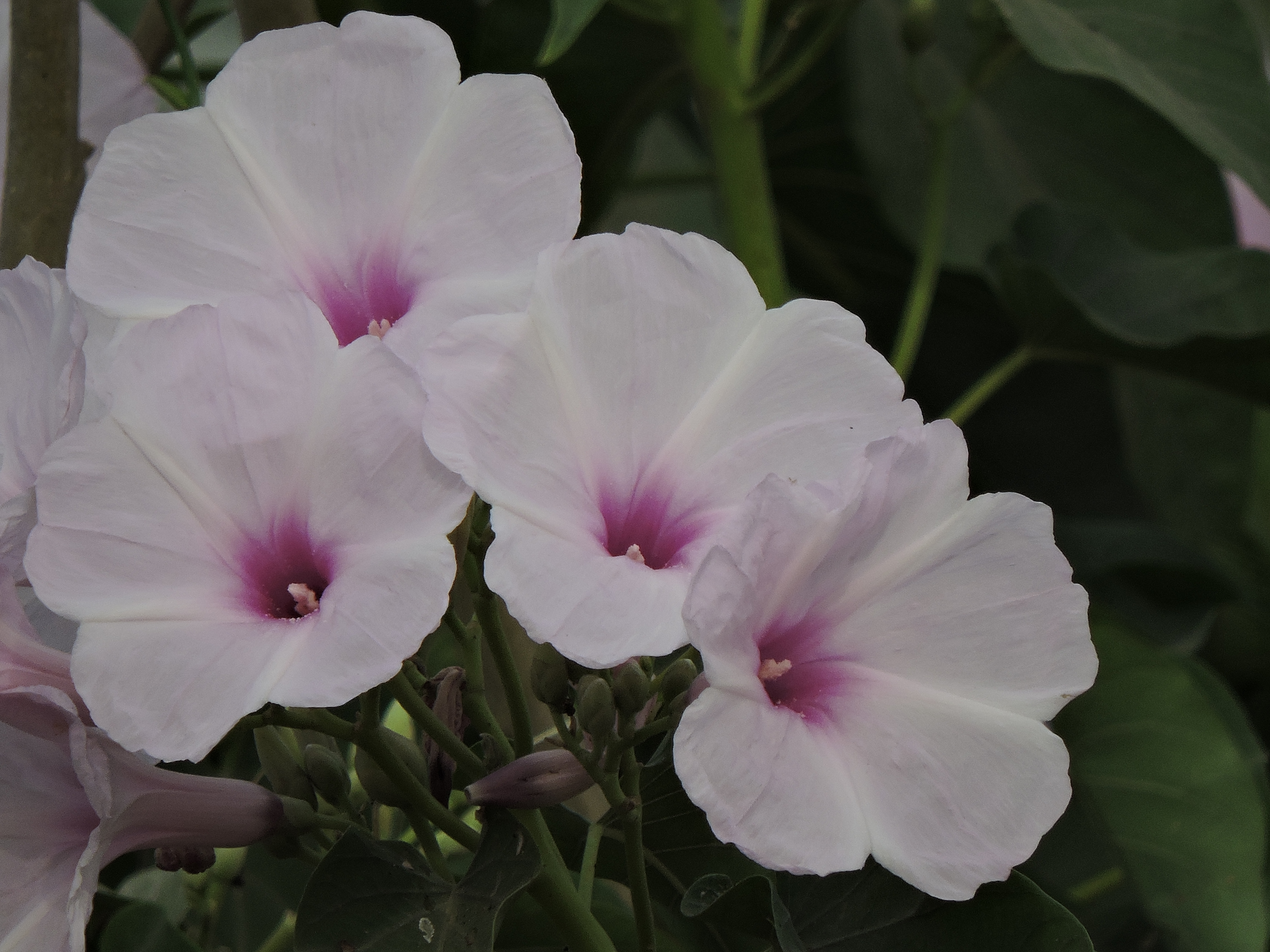
Fleurs d‘Ipomea carnea.

## Liste des sous-espèces
Selon BioLib (6 août 2020), Catalogue of Life (6 août 2020), World Checklist of Selected Plant Families (WCSP) (6 août 2020) et Tropicos (6 août 2020) :
- sous-espèce Ipomoea carnea subsp. carnea
- sous-espèce Ipomoea carnea subsp. fistulosa (Mart. ex Choisy) D.F.Austin (1977)